# Ferrovia Benevento-Campobasso
La ferrovia Benevento-Campobasso (anche nota come ferrovia del Sannio) è una linea ferroviaria secondaria della Campania e del Molise che collega Benevento con Campobasso. Progettata come alternativa alla ferrovia Napoli-Foggia per congiungere il Tirreno all'Adriatico, ma rivelatasi poi assai lenta e dunque poco competitiva, non è mai stata interessata da grossi volumi di traffico.
I principali centri di interscambio con altre linee sono i due capilinea; all'altezza della stazione di Bosco Redole vi è inoltre il bivio per Isernia, tuttavia tale stazione è stata chiusa.

## Storia
| Tratto                              | Attivazione       | Attivazione |
| ----------------------------------- | ----------------- | ----------- |
| Benevento-Pietrelcina               | 1º settembre 1881 | [ 3 ]       |
| Pietrelcina-San Giuliano del Sannio | 12 febbraio 1882  | [ 3 ]       |
| San Giuliano del Sannio-Vinchiaturo | 2 luglio 1882     | [ 3 ]       |
| Vinchiaturo-Baranello               | 1º marzo 1883     | [ 3 ]       |
| Baranello-Campobasso                | 5 agosto 1883     | [ 3 ]       |
| Manuale                             |                   |             |

La linea fu prevista dalla legge Baccarini e realizzata tra il 1879 e il 1883, con il servizio regolare che iniziò il 21 settembre 1883. Inizialmente, la linea contava 11 stazioni e 4 fermate. Già nel 1892, una relazione del comune di Campobasso criticava gli orari delle relazioni presenti sulla linea, le poche coincidenze con le altre linee ed il percorso tortuoso. Inizialmente, infatti, vi erano solo tre corse giornaliere a vapore e nessun collegamento diretto con Napoli. Nel 1894 venne aperto il bivio Bosco Redole presso il quale giungeva la linea per Isernia.
Con l'avvento delle prime automotrici diesel migliorarono frequenza e tempi di percorrenza sulla linea, che non subì grossi danni durante la seconda guerra mondiale, essendo lontana da località strategicamente importanti, e riprese così a funzionare nell'immediato dopoguerra.
Negli anni 1960 e 1970 si raggiunsero le 10 corse giornaliere, oltre all'istituzione di un treno diretto Napoli-Campobasso, denominato "Freccia del Molise" e instradato a Benevento sulla ferrovia della Valle Caudina, ed uno o due diretti Benevento-Termoli, ma la trasversale Napoli-Termoli ferroviaria via Benevento e Campobasso comunque non funzionò mai realmente a causa degli alti tempi di percorrenza e del tipo di percorso da affrontare, relegando ancora la linea ad una rilevanza locale.
Negli anni 1980 la linea scese a 8 corse giornaliere, delle quali solo alcune servivano le fermate di Sassinoro, Santa Maria Colle di Serra, Cese e Benevento Acquafredda. Negli anni 1990 la linea, che subì anche la concorrenza degli autobus sulla statale Benevento-Campobasso, venne ridotta all'osso, con l'eliminazione dei binari di incrocio nelle stazioni di San Giuliano del Sannio, Campolattaro e Pescosannita - Fragneto L'Abate, rese de facto delle fermate, la soppressione della fermata di Benevento Acquafredda e del servizio nei giorni festivi. Tutte le stazioni eccetto i capilinea e quella di Bosco Redole, avente funzione di bivio, vennero rese impresenziate, ed il servizio nei giorni feriali fu ridotto prima a 5, poi 3 e infine 2 coppie di treni giornalieri, oltre alla corsa diretta su Napoli che venne però instradata via Caserta, aumentando il tempo di percorrenza e privandola così della denominazione di "Freccia del Molise", assunta da un altro treno via Isernia - Vairano.
Dal 2000 al 2005 vi furono anche treni speciali da Napoli per Pietrelcina, integrati con un bus navetta dalla stazione al paese, per gli eventi religiosi legati al santuario di San Pio da Pietrelcina. Tra il 2006 e il 2013, invece, vi furono collegamenti solo tra Benevento e Campobasso: prima tre coppie al giorno, poi due e infine una. Nel 2008 furono inoltre soppresse le fermate di Santa Maria Colle di Serra e Campolattaro.

### Sospensione del servizio
Dal 13 febbraio 2013 la linea è stata interrotta tra le stazioni di Bosco Redole e Benevento per problemi all'infrastruttura (movimenti franosi nella zona di Santa Croce del Sannio). Al momento della sospensione del servizio regolare era rimasta in circolazione una sola coppia di treni.

### Riattivazione a fini turistici
La linea è stata riattivata parzialmente il 23 settembre 2017 per fini turistici (vi transita il treno turistico "Sannio Express" organizzato dalla regione Campania e da Fondazione FS) in occasione dell'apertura della stazione di Pietrelcina. Successivamente sono state effettuate altre corse dirette da Napoli e Salerno verso Pietrelcina con le automotrici FS ALn 663 in doppia trazione.
Il 16 dicembre 2017 è stata riaperta la stazione di Fragneto Monforte, mentre il 3 giugno 2018 sono state riaperte le stazioni di Campolattaro e Pontelandolfo, il 1º luglio quella di Morcone e il 23 settembre 2018 la stazione di Santa Croce del Sannio.
Nei mesi successivi sono stati effettuati vari treni storici di domenica, mentre nei primi mesi del 2019 furono riaperte le stazioni di Sepino, San Giuliano del Sannio e gli ultimi cinque chilometri fino a Bosco Redole. Inoltre il blocco elettrico conta-assi non è attivo e la linea viene temporaneamente esercitata con regime del giunto. Lungo la linea sono ancora presenti quattro passaggi a livello senza barriere. Al momento vige pertanto un limite di 50 km/h su tutta la tratta Benevento-Bosco Redole (rispetto ai 70 km/h consentiti fino al 2013) e questa può essere percorsa soltanto da un convoglio per volta.
A partire dal 3 marzo 2019 la tratta è stata percorsa fino ad agosto da treni storici nei weekend, con partenze da Napoli o Salerno. Dopo diversi mesi di assenza di attività, è tornato un treno sulla tratta il 6 dicembre 2019.
Da gennaio alla prima metà di settembre 2020 non ci sono stati movimenti tra Benevento e Bosco Redole, anche a causa dello scoppio della pandemia di COVID-19. Il 23 settembre è stato effettuato un treno sulla relazione Napoli-Pietrelcina e il 10 ottobre uno sulla relazione Benevento-Morcone, per le riprese della scena finale de È stata la mano di Dio di Paolo Sorrentino.
Dal 2022 la linea è stata attraversata da svariati convogli turistici, tra cui quelli sulla relazione Napoli Centrale - Fragneto Monforte, con fermata a Pietrelcina, relativamente al festival delle mongolfiere annuale che si svolge in quest'ultimo comune.
Al 2024, sono presenti 8 autobus sostitutivi giornalieri sulla relazione Benevento-Campobasso, ma con fermate intermedie solo a Fragneto Monforte (solo per alcune corse), Pontelandolfo, Morcone e Sepino (solo per alcune corse).

## Caratteristiche
| Continuation backward |

| Unknown route-map component "dCONTgq" | Unknown route-map component "ABZg+r" | Unknown route-map component "d" |

| Station on track |

| Unknown route-map component "dCONTgq" | Unknown route-map component "ABZgr" | Unknown route-map component "d" |

| Unknown route-map component "dCONTgq" | Unknown route-map component "ABZgr" | Unknown route-map component "d" |

| Small non-passenger station on track |

| Non-passenger station/depot on track |

| Small non-passenger station on track |

| Small non-passenger station on track |

| Non-passenger station/depot on track |

| Small non-passenger station on track |

| Non-passenger station/depot on track |

| Small non-passenger station on track |

| Non-passenger station/depot on track |

| Non-passenger station/depot on track |

| Small non-passenger station on track |

| Unknown route-map component "STR+GRZq" |

| Non-passenger station/depot on track |

| Small non-passenger station on track |

| Unknown route-map component "d" | Unknown route-map component "ABZg+l" | Unknown route-map component "dCONTfq" |

| Non-passenger station/depot on track |

| 66+324 |
| 66+115 |

| Station on track |

| Station on track |

| Small non-passenger station on track |

| Station on track |

| Continuation forward |

La linea è a scartamento ordinario ed a semplice binario non elettrificato, con un percorso tortuoso che la rende non competitiva con i tempi di percorrenza dei trasporti su gomma;  molte città si trovano a una notevole distanza dalle loro stazioni. La pendenza massima è del 26 per mille. Lungo la ferrovia sorgono centri di attrattività turistica quali Morcone, Sepino e Pietrelcina.

## Materiale rotabile
Sulla linea hanno circolato locomotive a vapore FS 625 e automotrici FS ALn 556 serie 2200 fino agli anni 1970, poi sostituite principalmente dalle automotrici FS ALn 668.1800 fino al 2013; in quel periodo vennero anche impiegate le automotrici FS ALn 663 serie 1100, e a partire dal 2006 iniziarono a circolare i Minuetto diesel. Le locomotive diesel FS D.343 e FS D.345 erano invece le locomotive prevalenti dei rari treni merci.
I treni storici svolti dal 2017 sulla linea hanno spesso utilizzato carrozze Centoporte trainate da locomotiva diesel o, alternativamente, le ALn 668.